# Combate de Talca
El Combate de Talca fue una batalla de la Patria Nueva chilena, entre realistas y patriotas desarrollado en las afueras de la ciudad de Talca el 19 de marzo de 1818.

## Acontecimientos
Hacia febrero de 1818, las tropas al mando del general Mariano Osorio arribarían al puerto de Talcahuano, comenzando una intensa ofensiva. A fines de mes, y luego de tomar casi sin resistencia la provincia de Concepción, ocuparía Talca y, posteriormente Curicó. El plan de San Martín se concentraba, principalmente, en que O'Higgins se dejase perseguir, arrasando tierras para limitar los suministros de Osorio, a fin de ralentizar su avance y debilitar a las tropas.
El ejército libertador, por su parte, comenzaba a organizarse para responder a este avance. Ya en ese periodo, tanto Bernardo O'Higgins como José de San Martín se mantenían informados al respecto, y planeaban enfrentar al general Osorio. De esta manera, mantendrían sus cuarteles generales cerca de la zona, primero en Talca y luego en San Fernando, desde donde organizarían la ofensiva.
El día 15 de marzo, mientras Osorio acampaba en Camarico, Joaquín Primo de Rivera se encontraría con una división comandada por Ramón Freire en el sector de Quechereguas, teniendo un pequeño combate con pocas bajas. Esto inquietaría a Osorio, pues desconocía la proximidad del ejército patriota, aunque sabía de la superioridad de estos.
El 17 de marzo, Osorio comprendería que podía enfrentar a las tropas patriotas si reunía a sus secciones apostadas en Talca y Curicó. De esta manera, al día siguiente emprendería rumbo a Talca, con la intención de organizar a las tropas frente a una ofensiva patriota. El ejército libertador lo seguiría de cerca, con la intención de evitar su arribo a Talca.
El 19 de marzo, José de San Martín dio la orden al general argentino Antonio González Balcarce de adelantarse al resto del ejército y cortar la ruta de Osorio hacia Talca para forzarlo a un combate con inferioridad de tropas. Su intención era evitar que cruzara el río Lircay, pues desde allí las tropas realistas ya se encontraban en posición defensiva, insuperables para el batallón de González Balcarce. Osorio detectaría este flanqueo, por lo que apostó tropas a lo largo de los dos principales vados del río Lircay, el de la ruta principal y el de las llanuras de Santa Rita, al este de la ruta principal.
González Balcarce de igual manera decidiría atacar, pero se encontraría con las tropas de Osorio desplegadas. La carga patriota careció de eficacia, pues al intentar acercarse se encontrarían con una impenetrable defensa, esto sumado a las condiciones geográficas del terreno, provocaría algunas pérdidas, incluyendo al oficial escocés Gerrad.
Dada la situación, San Martín estimó avanzada la hora y al ver cansada la tropa, desistió del intento y ordenó el repliegue. Las tropas de González Balcarce retrocederían hasta encontrarse con las de O'Higgins y, eventualmente con el resto del ejército libertador. Osorio, por su parte, lograría llegar sin novedad a Talca, para posteriormente reunirse con sus oficiales y decidir su siguiente movimiento.
Esa noche, las tropas patriotas acamparían al norte de Talca, donde ocurriría la sorpresa de Cancha Rayada.